# David Gillanders
David Gillanders (Schenectady, Estados Unidos, 18 de mayo de 1939) es un nadador estadounidense retirado especializado en pruebas de estilo mariposa, donde consiguió ser medallista de bronce olímpico en 1960 en los 200 metros.

## Carrera deportiva
En los Juegos Olímpicos de Roma 1960 ganó la medalla de bronce en los 200 metros estilo mariposa, con un tiempo de 2:15.3 segundos, tras su compatriota Mike Troy que batió el récord del mundo con 2:12.8 segundos, y el australiano Neville Hayes.
Y en los Juegos Panamericanos de Chicago de 1959 ganó el oro en la misma prueba.

## Palmarés internacional
| Juegos Olímpicos | Juegos Olímpicos | Juegos Olímpicos  | Juegos Olímpicos |
| Año              | Lugar            | Medalla           | Prueba           |
| ---------------- | ---------------- | ----------------- | ---------------- |
| 1960             | Roma ()          | Medalla de bronce | 200 m mariposa   |